# Czad na Letnich Igrzyskach Olimpijskich 2024
Czad na Letnich Igrzyskach Olimpijskich 2024 – występ kadry sportowców reprezentujących Czad na igrzyskach olimpijskich, które odbyły się w Paryżu we Francji, w dniach 26 lipca – 11 sierpnia 2024.
Reprezentacja Czadu liczyła troje zawodników – kobietę i dwóch mężczyzn, którzy wystąpili w 3 dyscyplinach.
Był to czternasty start Czadu na letnich igrzyskach olimpijskich.

## Reprezentanci

### Judo
| Zawodnik        | Konkurencja | 1/16             | 1/8              | Ćwierćfinał      | Półfinał         | Repasaże         | Finał / 3. miejsce | Finał / 3. miejsce | Źródła |
| Zawodnik        | Konkurencja | Przeciwnik Wynik | Przeciwnik Wynik | Przeciwnik Wynik | Przeciwnik Wynik | Przeciwnik Wynik | Przeciwnik Wynik   | Pozycja            | Źródła |
| --------------- | ----------- | ---------------- | ---------------- | ---------------- | ---------------- | ---------------- | ------------------ | ------------------ | ------ |
| Demos Memneloum | -70 kg (k)  | Pogačnik P 00-10 | NQ               | NQ               | NQ               | NQ               | NQ                 | 17.                | [ 1 ]  |

### Lekkoatletyka
| Zawodnik          | Konkurencja | Finał   | Finał   | Źródło |
| Zawodnik          | Konkurencja | Wynik   | Miejsce | Źródło |
| ----------------- | ----------- | ------- | ------- | ------ |
| Valentin Betoudji | maraton (m) | 2:32,11 | 70.     | [ 2 ]  |

### Łucznictwo
| Zawodnik      | Konkurencja       | Runda rankingowa | Runda rankingowa | 1/32             | 1/16             | 1/8              | Ćwierćfinały     | Półfinały        | Finał            | Finał   | Źródło |
| Zawodnik      | Konkurencja       | Wynik            | Miejsce          | Przeciwnik Wynik | Przeciwnik Wynik | Przeciwnik Wynik | Przeciwnik Wynik | Przeciwnik Wynik | Przeciwnik Wynik | Pozycja | Źródło |
| ------------- | ----------------- | ---------------- | ---------------- | ---------------- | ---------------- | ---------------- | ---------------- | ---------------- | ---------------- | ------- | ------ |
| Israel Madaye | indywidualnie (m) | 600              | 64.              | Kim P 0-6        | NQ               | NQ               | NQ               | NQ               | NQ               | 33.     | [ 3 ]  |